# Alba (Missouri)
Pour les articles homonymes, voir Alba.
Alba est une ville du comté de Jasper, dans le Missouri, aux États-Unis,. Située au centre du comté, elle est fondée en 1882.

## Démographie
Lors du recensement de 2010, la ville comptait une population de 555 habitants. Elle est estimée, en 2017, à 542 habitants.

### Source de la traduction
- (en) Cet article est partiellement ou en totalité issu de l’article de Wikipédia en anglais intitulé « Alba, Missouri » (voir la liste des auteurs).